# Bourg-Charente
Bourg-Charente település Franciaországban, Charente megyében. Lakosainak száma 885 fő (2022. január 1.). Bourg-Charente Gensac-la-Pallue, Jarnac, Julienne, Saint-Brice, Segonzac és Mainxe-Gondeville községekkel határos.

## Népesség
A település népességének változása:
| Lakosok száma | 698  | 739  | 722  | 706  | 826  | 876  | 904  | 891  | 884  | 885  |
|               | 1968 | 1982 | 1990 | 2006 | 2013 | 2015 | 2017 | 2019 | 2020 | 2022 |